# 沃德勒尚
沃德勒尚（法語：Vaudreching，法語發音：[vodʁəʃɛ̃]；洛林法兰克语：Walachen）是法国摩泽尔省的一个市镇，属于福尔巴克-布莱摩泽尔区。

## 地理
沃德勒尚（49°17'4"N, 6°31'29"E）面积4.69 平方千米，位于法国大東部大區摩泽尔省，该省份为法国东北部内陆省份，是洛林的一部分，西南接默尔特-摩泽尔省，东临下莱茵省，北与卢森堡和德国接壤。
与沃德勒尚接壤的市镇（或旧市镇、城区）包括：阿尔赞、布宗维尔、布雷特纳克、弗赖斯特罗夫、雷梅尔方、瓦尔曼斯泰。

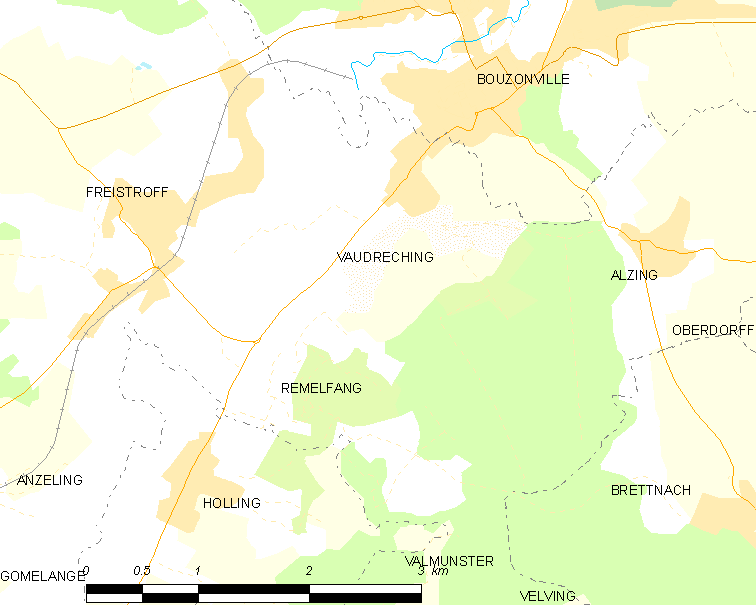
沃德勒尚的OSM定位图

沃德勒尚的时区为UTC+01:00、UTC+02:00（夏令时）。

## 行政
沃德勒尚的邮政编码为57320，INSEE市镇编码为57700。

## 政治
沃德勒尚所属的省级选区为布宗维尔县。

## 人口

1962-2008年间沃德勒尚人口变化图示

沃德勒尚于2022年1月1日时的人口数量为486人。